# Hans Breukhoven
Johannes Arie (Hans) Breukhoven (Rotterdam, 31 oktober 1946 – Londen, 20 januari 2017) was een Nederlands ondernemer. Hij was de oprichter en president-directeur van Free Record Shop.

## Carrière
Nadat Breukhoven was geslaagd voor de mulo, volgde hij een opleiding tot hofmeester. Toen hij deze had afgerond ging hij tweeënhalf jaar werken als gastheer op de Holland-Amerika Lijn. Deze baan werd de basis voor zijn latere Free Record Shop. In New York kon Breukhoven twintig procent korting krijgen op lp's bij platenzaak Sam Goodies. Vrienden begonnen hun verlanglijstjes van gewilde albums bij Breukhoven in te dienen en hij verkocht hun de Amerikaanse platen en stak de twintig procent winst in eigen zak. Na zijn tijd als hofmeester bezat Breukhoven samen met een compagnon een groothandel in textiel, de firma Reus en Breukhoven, en een handel in pruiken, waarna hij met de professionele verkoop van platen begon .
Op 15 oktober 1971 begon hij de eerste Free Record Shop aan het Broersveld te Schiedam. In 2008 bestond de keten uit 182 zaken in Nederland en 66 in België. Breukhoven bezat vanaf 1997 daarnaast een aandeel in SnowWorld, een bedrijf met indoor-skipistes in Landgraaf en Zoetermeer, en was eigenaar van muziekwarenhuis Fame in de Kalverstraat in Amsterdam. Fame was onderdeel van de Free Record Shop en werd bij de opening in 1990 gepresenteerd als 'mega music store' waar alle muziek die uitgebracht werd te koop was.
In 2012 trad Breukhoven terug als algemeen directeur van de Free Record Shop. In mei 2013 ging het bedrijf failliet. Breukhoven verkocht in die tijd ook zijn aandelen van SnowWorld. Fame sloot in 2011 zijn deuren.

## Persoonlijk
Zijn vader was ambtenaar bij het arbeidsbureau in Rotterdam en zijn moeder, Adry Hermans, begon na haar echtscheiding een schoonheidssalon en staat bekend als de grondlegger van het vak van schoonheidsspecialiste in Nederland.
Breukhoven was van 1987 tot 2010 getrouwd met Connie Witteman. Door zijn huwelijk met de zangeres werd Breukhoven een bekende Nederlander en societyfiguur. Met haar adopteerde hij drie kinderen uit Costa Rica. Zelf bracht Witteman nog een geadopteerde dochter uit Colombia het huwelijk in. Uit een eerder huwelijk had Breukhoven een aangenomen zoon.
Breukhoven ging in 2012 in Londen wonen. Eind oktober 2014 werd alvleesklierkanker bij hem geconstateerd. Hij overleed in zijn woonplaats Londen aan deze ziekte. Hij werd begraven in het graf bij zijn moeder in Heemstede.
Op 27 februari 2017 verscheen postuum zijn boek Free. Hij schreef dat samen met zakenpartner Juan da Silva.